# Arka Noego (zwierzęta)
Arka Noego (Arca noae) – gatunek morskiego, osiadłego małża z rodziny arkowatych (Arcidae) poławiany komercyjnie w celach konsumpcyjnych. Spożywany
jest głównie w stanie surowym. Jego nazwa nawiązuje do arki Noego ze Starego Testamentu.
Arca noae jest gatunkiem szeroko rozprzestrzenionym w Morzu Śródziemnym i sąsiadującej z nim wschodniej części środkowego Atlantyku (do Republiki Zielonego Przylądka). Występuje na głębokościach do 200 m na skalistym dnie, lokalnie licznie, przytwierdzony do podłoża bisiorem.
Osiąga do 10 cm długości. Jego wydłużona muszla, pokryta szczecinami i blaszkami z zamkami o wielu drobnych ząbkach, ma kształt prawie prostokątny. Szczyty (poniżej których muszla jest najcieńsza) przesunięte są ku tyłowi. Mięśnie zwieraczy są równe. Żebra są grube i promieniste. Z koloru biaława i ciemnobrązowa z czerwonymi/brązowymi smugami. Małże z tego gatunku żyją ponad 15 lat.
Ze względu na powolne tempo wzrostu lokalne populacje tego gatunku są narażone na przełowienie.
Arca noae jest gatunkiem typowym rodzaju Arca.